# Tetranchyroderma dendricum
Tetranchyroderma dendricum är en djurart som tillhör fylumet bukhårsdjur, och som beskrevs av Saito 1937. Tetranchyroderma dendricum ingår i släktet Tetranchyroderma och familjen Thaumastodermatidae. Inga underarter finns listade i Catalogue of Life.